# گرگی کولچار
گرگِی کولچار (مجاری: Gergely Kulcsár؛ ۱۰ مارس ۱۹۳۴ – ۱۲ اوت ۲۰۲۰) ورزشکار دو و میدانی اهل مجارستان بود.
وی در مسابقات کشوری و بین‌المللی در مجموع برندهٔ ۱ مدال طلا، ۲ مدال نقره، ۴ مدال برنز شده‌است.